# Arnold Cassola
Arnold Cassola (ur. 21 listopada 1953 w Sliemie) – maltański polityk, literaturoznawca i nauczyciel akademicki, były sekretarz generalny Europejskiej Partii Zielonych, włoski deputowany.

## Życiorys
Z wykształcenia literaturoznawca, uzyskiwał kolejne stopnie naukowe. Kształcił się m.in. na włoskich uniwersytetach w Pizie i Urbino. Zajął się działalnością naukową, został profesorem literatury maltańskiej i porównawczej na Uniwersytecie Maltańskim. Wykładał również m.in. na Uniwersytecie w Katanii i na Uniwersytecie Rzymskim. Autor licznych publikacji naukowych w tym książkowych w języku włoskim i angielskim.
W 1989 zaangażował się w działalność polityczną, współtworząc ekologiczne ugrupowanie Alternatywa Demokratyczna, którym dwukrotnie kierował. Z ugrupowaniem tym dołączył do Europejskiej Partii Zielonych. W 1997 został członkiem zarządu tej europartii, od 1999 do 2006 pełnił funkcję jej sekretarza generalnego. W 1994 został radnym miejskim w Swieqi. W latach 1998–2006 był redaktorem naczelnym wydawanego w Brukseli periodyku „Green Update”. Z Alternatywą Demokratyczną kandydował regularnie bezskutecznie w wyborach krajowych i europejskich, najlepszy wynik uzyskując w 2004 do PE (około 9% głosów).
W latach 2006–2008 sprawował mandat posła do włoskiej Izby Deputowanych XV kadencji. Uzyskał go w okręgu dla diaspory z ramienia Federacji Zielonych startującej w ramach bloku wyborczego L'Unione Romano Prodiego.
Odznaczony Orderem Zasługi Republiki Włoskiej V klasy (2003).